# Чадвик (Илиноис)
Чадвик (енгл. Chadwick) град је у америчкој савезној држави Илиноис.

## Демографија
По попису из 2010. године број становника је 551, што је 46 (9,1%) становника више него 2000. године.
| Група             | 2000.       | 2010.       |
| Белци             | 494 (97,8%) | 528 (95,8%) |
| Афроамериканци    | 0 (0,0%)    | 0 (0,0%)    |
| Азијати           | 1 (0,2%)    | 7 (1,3%)    |
| Хиспаноамериканци | 5 (1,0%)    | 13 (2,4%)   |
| Укупно            | 505         | 551         |